# Riusciranno i nostri eroi a ritrovare l'amico misteriosamente scomparso in Africa?
Riusciranno i nostri eroi a ritrovare l'amico misteriosamente scomparso in Africa? è un film commedia del 1968 diretto da Ettore Scola e interpretato da Nino Manfredi, Alberto Sordi e Bernard Blier.

## Trama
Il ricco editore Fausto Di Salvio, stressato dal proprio lavoro e ormai saturo della monotonia di Roma, parte per l'Angola alla ricerca del cognato Oreste Sabatini, detto "Titino", di cui da più di tre anni non si hanno notizie. Di Salvio trascina nell'impresa anche il ragioniere marchigiano Ubaldo Palmarini, suo dipendente. Seguendo le tracce del cognato del Di Salvio, i due incontrano vari personaggi eccentrici, dal buffonesco truffatore portoghese Pedro al "Leopardo", un mercenario belga straccione e appassionato di von Clausewitz, fino a raggiungere la tribù dove Titino, che ha preferito una vita di espedienti alla più comoda vita in Italia, è diventato lo stregone del villaggio.
Più per il rischio di essere raggiunto dal mercenario "Leopardo" e dalla sua banda armata, una delle sue numerose vittime di truffe, che per le insistenze del cognato, Titino decide di ripartire con quest'ultimo per l'Italia. Una volta salito sulla nave, però, vede la sua tribù, al completo, che dalla riva lo chiama a gran voce pregandolo di restare. Dopo un momento di esitazione, Titino si getta in acqua per tornare dalla sua tribù. Anche Di Salvio, nel tentativo di fermare il cognato, rimane per un momento con i piedi sul parapetto della nave: l'esperienza vissuta in Africa gli ha lasciato una nuova consapevolezza, al punto che egli stesso è in dubbio se tornare alla ricca ma vuota esistenza in Italia o seguire il cognato nella sua avventura. Il richiamo del suo collaboratore, tuttavia, lo riporta alla realtà: Di Salvio tornerà in Italia.

## Produzione

### Riprese
Il film è stato girato a Roma e in Angola, all'epoca colonia del Portogallo.

### Sceneggiatura
La sceneggiatura del film si basa su letture giovanili di Salgari, Verne, Conrad; il romanzo di Joseph Conrad Cuore di tenebra è esplicitamente menzionato da Sordi durante la pellicola ma non nei titoli. Il ruolo del commendator Di Salvio corrisponde a quello di Marlow, mentre Manfredi/Titino è il misterioso Kurtz.

### Cast
Inizialmente il regista Scola aveva pensato a Nino Manfredi per la parte dell'editore Di Salvio e a Alberto Sordi per la parte di Oreste Sabatini. Tuttavia, per altri impegni di lavoro di Manfredi, che gli impedivano di prendere la parte da protagonista, fu deciso alla fine di invertire i ruoli.
L'elettricista, saltuariamente camionista e cuoco della troupe, Ivo Sebastianelli, venne persuaso e convinto dal direttore della fotografia Claudio Cirillo a interpretare la parte di Benedetto Campi, il camionista canterino.

## Curiosità
- La trama presenta evidenti somiglianze con la storia di Walt Disney Topolino e il Pippotarzan (1957).[5] Disegnata dal fumettista veneziano Romano Scarpa, in essa Pippo organizza, assieme al suo amico Topolino, una spedizione in Africa per ritrovare suo fratello Pappo, scomparso vent'anni prima. Alla fine della storia, Pappo si commuove per la tribù in pianto per la sua partenza nel porto e decide di tornare da loro, tuffandosi fuori bordo (in realtà, Pappo si tuffa perché ha dimenticato di innaffiare i suoi fiori).
- Manfredi manda al diavolo Sordi e Blier usando un'espressione ("aridanga rompa coyota....") in una lingua evidentemente inventata che aveva utilizzato in precedenza ne L'impiegato nel duello con il gangster Pietro De Vico.